# Society for Promoting the Employment of Women
Society for Promoting the Employment of Women (SPEW) var en av Storbritanniens första kvinnoorganisationer.
SPEW grundades år 1859 av Jessie Boucherett, Barbara Bodichon, Adelaide Anne Proctor och Maria Rye. Det var fram till 1889 associerat med National Association for the Promotion of Social Science. Det utgav sin egen tidning, English Woman's Journal, som utgavs av Emily Faithfulls Victoria Press. Syftet var att verka för yrkesarbete för kvinnor, och det höll yrkeskurser och fungerade som anställningsbyrå för kvinnor. SPEW riktade sig främst mot kvinnor inom medelklassen som ville eller behövde försörja sig själva. När SPEW grundades ansågs medel- och överklasskvinnor inte kunna arbeta inom andra yrken än som guvernant, ledare för en flickskola eller sällskapsdam, men organisationen gjorde det accepterat för dem att arbeta i flera andra yrken, så som bokhållare, sekreterare, typister och hårfrisörskor. 